# Poole
Poole es una autoridad unitaria con el estatus de municipio y un pueblo costero en el condado de Dorset, Inglaterra, Reino Unido.

## Contexto geográfico
Ubicado en la costa del sur de Inglaterra (del Canal de la Mancha, concretamente), tiene una población de 141.128 habitantes y es parte de la conurbación del sureste de Dorset.

## Su puerto
Poole es famosa por su puerto natural, que es considerado el segundo más grande en el mundo. El comercio marítimo tiene una historia larga dentro de la ciudad, alcanzando su vértice cuando la ciudad fue concesionada derechos exclusivos de pescar cerca de Terranova por la reina Victoria en el siglo XIX. Durante la Segunda Guerra Mundial era el punto central de salidas para las invasiones de la Normandía.

## Turismo
Es un importante destino turístico. Entre otros atractivos, se encuentra la isla de Brownsea, donde tuvo lugar el primer campamento de los scouts (grupo de exploradores fundado por Baden-Powell) en 1907.

## Vela
Poole es uno de los centros principales de vela y de balandrismo en el Reino Unido. En Poole está la oficina general de la Institución Real Nacional de las Lanchas de Socorro (RLNI) y la sede del fabricante de yates Sunseeker. El Servicio Especial de Barcas opera también fuera del puerto.

## Equipamientos
Poole es también la sede de diversas instituciones como la Universidad de Bournemouth, la Escuela de los Artes en Bournemouth y la Orquesta Sinfónica de Bournemouth (BSO).